# Vanishing Point (álbum de Primal Scream)
Vanishing Point é o quinto álbum de carreira do grupo escocesa Primal Scream, lançado em 1997.
Primal Scream se encontravam em perigo de perder o seu público, quando ocorreu o lançamento do álbum anterior, Give Out But Don't Give Up, um registor de rock "tradicional" . Como reação, eles voltaram para ao gênero electronic, dance e rock do seminal Screamadelica em Vanishing Point. Em vez de reciclar a neo-psychedelia de Screamadelica, o Primal Scream atinge a profundidade de um dub cavernoso combinado com o pop dos anos 60. O nome do disco é uma referência ao road movie homônimo dos anos 70, da qual a faixa "Kowalski" (que tem colagens sonoras com diálogos do filme) presta homenagem.

## Faixas
1. "Burning Wheel" – 7:06
2. "Get Duffy" – 4:09
3. "Kowalski" – 5:50
4. "Star" – 4:24
5. "If They Move, Kill 'Em" – 3:01
6. "Out of the Void" – 3:59
7. "Stuka" – 5:36
8. "Medication" – 3:52
9. "Motörhead" – 3:38 (Lemmy)
10. "Trainspotting" – 8:07
11. "Long Life" – 3:49